# Bulgarian International 1997
Die Bulgarian International 1997 im Badminton fanden vom 3. bis zum 7. September 1997 in Sofia statt.

## Medaillengewinner
| Disziplin    | Gold                               | Silber                                   | Bronze                               |
| ------------ | ---------------------------------- | ---------------------------------------- | ------------------------------------ |
| Herreneinzel | Stanislav Pukhov                   | Joris van Soerland                       | Pedro Vanneste                       |
| Herreneinzel | Stanislav Pukhov                   | Joris van Soerland                       | Boris Kessov                         |
| Dameneinzel  | Anne Gibson                        | Victoria Hristova                        | Dobrinka Smilianova                  |
| Dameneinzel  | Anne Gibson                        | Victoria Hristova                        | Dimitrinka Dimitrova                 |
| Herrendoppel | Mihail Popov Svetoslav Stoyanov    | Boris Kessov Ivan Sotirov                | Jean-Frédéric Massias Pedro Vanneste |
| Herrendoppel | Mihail Popov Svetoslav Stoyanov    | Boris Kessov Ivan Sotirov                | Stanislav Pukhov Sergej Starostin    |
| Damendoppel  | Victoria Hristova Raina Tzvetkova  | Dimitrinka Dimitrova Dobrinka Smilianova | Anne Gibson Boriana Stojnova         |
| Damendoppel  | Victoria Hristova Raina Tzvetkova  | Dimitrinka Dimitrova Dobrinka Smilianova | Margarita Mladenova Petia Podorova   |
| Mixed        | Svetoslav Stoyanov Raina Tzvetkova | Mihail Popov Victoria Hristova           | Ivan Sotirov Dobrinka Smilianova     |
| Mixed        | Svetoslav Stoyanov Raina Tzvetkova | Mihail Popov Victoria Hristova           | Sandy Paisley Anne Gibson            |

## Finalergebnisse
| Disziplin    | Sieger                             | Finalist                                 | Ergebnis                 |
| ------------ | ---------------------------------- | ---------------------------------------- | ------------------------ |
| Herreneinzel | Stanislav Pukhov                   | Joris van Soerland                       | 9–10, 9–0, 9–6, 7–9, 9–7 |
| Dameneinzel  | Anne Gibson                        | Victoria Hristova                        | 9–1, 9–5, 9–3            |
| Herrendoppel | Mihail Popov Svetoslav Stoyanov    | Boris Kessov Ivan Sotirov                | 9–3, 9–2, 9–0            |
| Damendoppel  | Victoria Hristova Raina Tzvetkova  | Dimitrinka Dimitrova Dobrinka Smilianova |                          |
| Mixed        | Svetoslav Stoyanov Raina Tzvetkova | Mihail Popov Victoria Hristova           | 9–4, 9–5, 9–4            |